# CR124 (Luxemburg)
De CR124 (Chemin Repris 124) is een verkeersroute in Luxemburg tussen Müllendorf (CR123) en Eisenborn (CR119). De route heeft een lengte van ongeveer 6 kilometer.

## Routeverloop
De route begint in de plaats Müllendorf aan de CR124 en gaat richting het oosten. Tussen de bebouwing van Müllendorf en Heisdorf steekt de CR124 de rivier de Alzette over, hierna komt de route uit op de N7 in Heisdorf. Na de N7 kruist de CR124 de spoorlijn Luxemburg - Troisvierges met een overweg ter hoogte van het station Heisdorf. Na Heisdorf gaat de route door bosgebied heen en stijgt de route met gemiddeld meer dan 6% in hoogte. Tevens bevindt zich in de route een haarspeldbocht. Nadat de route het bos uit komt gaat het met een viaduct onder de snelweg A7 E421 door. Direct na dit viaduct maakt de route een haakse bocht en gaat naar het noorden parallel aan de A7 E421, om na 700 meter af te buigen richting het noordoosten naar de plaats Asselscheuer. 
Na Asselscheuer gaat de route voor nog ongeveer 900 meter globaal naar het oosten naar de plaats Eisenborn. Hierbij bevindt zich een gedeelte waar de route met ruim 7% in hoogte daalt.
In Eisenborn sluit de CR124 aan op de CR119 en eindigt hier ook. Tot 1995 maakte deze weg tussen Asselscheuer en Eisenborn geen deel uit van de CR124. De route verliep op andere manier naar de N30 (huidige CR119) toe.
Het gedeelte tussen de A7 en Eisenborn ligt grotendeels tussen de open velden.
In de jaren '00 en begin jaren '10 van de 21e eeuw was de CR124 rond de A7 opengebroken en beperkt en soms niet toegankelijk. Dit had te maken met de bouw van de A7.

## Plaatsen langs de CR124
- Müllendorf
- Heisdorf
- Asselscheuer
- Eisenborn

CR101 ·
CR102 ·
CR103 ·
CR104 ·
CR105 ·
CR106 ·
CR107 ·
CR108 ·
CR109 ·
CR110 ·
CR111 ·
CR112 ·
CR113 ·
CR114 ·
CR115 ·
CR116 ·
CR117 ·
CR118 ·
CR119 ·
CR120 ·
CR121 ·
CR122 ·
CR123 ·
CR124 ·
CR125 ·
CR126 ·
CR127 ·
CR128 ·
CR129 ·
CR130 ·
CR131 ·
CR132 ·
CR133 ·
CR134 ·
CR135 ·
CR136 ·
CR137 ·
CR138 ·
CR139 ·
CR140 ·
CR141 ·
CR142 ·
CR143 ·
CR144 ·
CR145 ·
CR146 ·
CR147 ·
CR148 ·
CR149 ·
CR150 ·
CR151 ·
CR152 ·
CR153 ·
CR154 ·
CR155 ·
CR156 ·
CR157 ·
CR158 ·
CR159 ·
CR160 ·
CR161 ·
CR162 ·
CR163 ·
CR164 ·
CR165 ·
CR166 ·
CR167 ·
CR168 ·
CR169 ·
CR170 ·
CR171 ·
CR172 ·
CR173 ·
CR174 ·
CR175 ·
CR176 ·
CR177 ·
CR178 ·
CR179 ·
CR180 ·
CR181 ·
CR182 ·
CR183 ·
CR184 ·
CR185 ·
CR186 ·
CR187 ·
CR188 ·
CR189 ·
CR190
CR200 ·
CR201 ·
CR202 ·
CR203 ·
CR204 ·
CR205 ·
CR206 ·
CR207 ·
CR208 ·
CR210 ·
CR211 ·
CR212 ·
CR213 ·
CR215 ·
CR216 ·
CR217 ·
CR218 ·
CR219 ·
CR220 ·
CR221 ·
CR222 ·
CR223 ·
CR224 ·
CR225 ·
CR226 ·
CR227 ·
CR228 ·
CR229 ·
CR230 ·
CR231 ·
CR232 ·
CR233 ·
CR234
CR301 ·
CR302 ·
CR303 ·
CR304 ·
CR305 ·
CR306 ·
CR307 ·
CR308 ·
CR309 ·
CR310 ·
CR311 ·
CR312 ·
CR313 ·
CR314 ·
CR315 ·
CR316 ·
CR317 ·
CR318 ·
CR319 ·
CR320 ·
CR321 ·
CR322 ·
CR323 ·
CR324 ·
CR325 ·
CR326 ·
CR327 ·
CR328 ·
CR329 ·
CR330 ·
CR331 ·
CR332 ·
CR333 ·
CR334 ·
CR335 ·
CR336 ·
CR337 ·
CR338 ·
CR339 ·
CR340 ·
CR341 ·
CR342 ·
CR343 ·
CR344 ·
CR345 ·
CR346 ·
CR347 ·
CR348 ·
CR349 ·
CR350 ·
CR351 ·
CR352 ·
CR353 ·
CR354 ·
CR355 ·
CR356 ·
CR357 ·
CR358 ·
CR359 ·
CR360 ·
CR361 ·
CR362 ·
CR364 ·
CR365 ·
CR366 ·
CR367 ·
CR368 ·
CR369 ·
CR370 ·
CR371 ·
CR372 ·
CR373 ·
CR374 ·
CR375 ·
CR376 ·
CR377 ·
CR378 ·
CR379
Routes die cursief vermeld staan, zijn voormalige routes.